# Château de Latingy
Le château de Latingy est un château  situé à Mardié, dans le département français du Loiret.
Le château se trouve dans le périmètre de la région naturelle du Val de Loire inscrit au patrimoine mondial de l'Organisation des Nations unies pour l'éducation, la science et la culture (Unesco).

## Géographie
Le château est situé au sud-est du bourg de Mardié, sur la rive Nord de la Loire, à l'angle des rues de Latingy et du Bois-Minet, dans la région naturelle du Val de Loire.

## Histoire

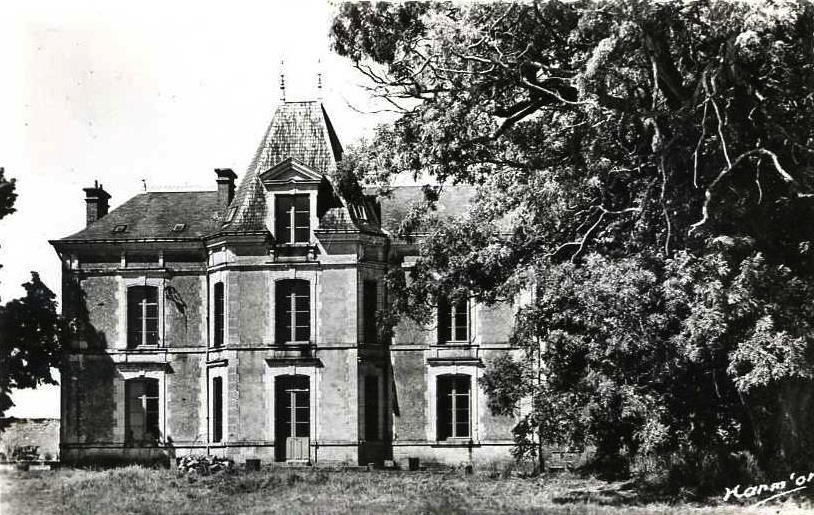
Le château sur une carte postale ancienne

Un plan, daté de 1668, montre un vaste ensemble de bâtiments, entouré par des bois.
Sous la Révolution française, en 1790, Nicolas Lasneau, un bourgeois orléanais, devient propriétaire du domaine de Latingy.
Les ailes nord-est et sud-est du logis sont démolies en 1831 et 1860, puis, deux nouvelles ailes sont bâties, de part et d'autre, au sud, de 1872 à 1874.

## Description
Le domaine comprend le château, une chapelle, des communs, deux fermes dont l'une comprend un pigeonnier daté de 1550.